# オオブタハナスベヘビ
オオブタハナスベヘビ（大豚鼻滑蛇、Leioheterodon madagascariensis）は、有鱗目マダガスカルヘビ科ブタハナスベヘビ属に分類されるヘビ。別名オオブタバナスベヘビ。

## 分布
種小名madagascariensisは「マダガスカル産」の意。マダガスカル島全域に分布する。コモロにも移入分布する。

## 形態
全長120-150 cmとブタハナスベヘビ属内最大種。黒と褐色の斑紋が入り、市松模様になる。
奥歯に毒牙になっている（後牙類）とされるが、毒性は低い。

## 生態
昼行性・地上性で、森林や草原に生息する。ある程度は人工的な環境にも適応できる。
食性は動物食で、主にカエルを食べるが、小型爬虫類、小型哺乳類等も食べる。
繁殖形態は卵生で、1回に5-13個の卵を産む。

## 人間との関係
ペットとして飼育されることもあり、日本にも輸入されている。主に野生個体が流通するが、繁殖個体が流通することもある。マダガスカルからの野生動物の輸出は減少傾向にあるため、流通量は今後減少していくものと思われる。野生ではカエルを主に食べるが、飼育下では容易にマウスやラット等に餌付くとされる。性質が荒く、触れようとすると暴れる。後牙類だが毒性は低く、現在のところ被害は知られていない。しかしどのような症状が発症するかわからない上に、ストレスになるので触るのは避けた方がいい。